# 家裡蹲吸血姬的鬱悶
《家裡蹲吸血姬的鬱悶》是小林湖底所著的日本輕小說，由擔綱插畫，2020年1月起經GA文庫出版。第11屆GA文庫大獎優秀獎得獎作品。改編漫畫於2021年12月25日發售的《月刊BIG GANGAN》2022年Vol.01至2025年4月25日發售的2025年Vol.05連載，由原作插畫師繪畫。改編電視動畫由project No.9製作，於2023年10月至12月播出。

## 故事概要
第1卷
出生於穆爾奈特帝國的貴族吸血鬼少女黛拉可瑪莉，因在學校受欺凌，而導致她在三年前開始過著自我封閉的生活。某一天，科瑪莉得知自己因為父親的關係，而被任命為帝國軍的將軍——七紅天。有志成為小說家的科瑪莉試圖拒絕這個職務，但她被告知，如果她無法履行職責，將會爆炸而死；而且如果她作為吸血鬼的能力之低被揭露，就幾乎肯定會被推翻並殺害。儘管可以透過魔核復活，但科瑪莉討厭痛苦，因此在女僕威爾，也就是威爾海茲的支持下，她假裝擁有實力來執行七紅天的工作。然而，虛張聲勢、幸運和周圍的誤解相互疊加，使她被認定為第七部隊的殺戮之主。

## 設定

### 魔核
作品中六個國家均擁有名為「魔核」的特殊工具。魔核具有源源不斷的神奇力量，能夠持續不斷地再生。只要個體處於魔法核心的影響範圍內，就能夠復活。然而，如果他們受到等同於魔法核心的神聖器物傷害，則無法獲得任何魔法核心的協助，並且一旦死亡，將無法再度復活。至於魔法核心的形狀和位置，則是各國的高度機密，即使對最有經驗的官員也保密。

### 娛樂戰爭
因為在魔核的影響下，即使發動戰爭，不論身體傷勢多麼慘重都可以再生並復原，因此幾乎不會出現死人的狀況。

### 神具
又稱為「神聖器物」，擁有與魔核同等力量的物品，一旦被這種物品傷害，受傷的部位或者肉體就無法再生或者復原，一旦用這樣的物品使人致命，被其致命傷害的那個人就會迎來真正的死亡。

### 烈核解放
為一種特殊能力，是一種偏離這個世界的所有法則的能量，據說一旦使用，就擁有能撼動星球並改變星辰的力量。
目前第一世界因為魔核的關係而幾乎所有人都被封印這樣的能力，想要解放則必須切斷來自魔核的魔力連結。
曾被送到第二世界的薇兒推斷，在第二世界發動烈核時，來自魔核的魔力連結會自動切斷，所以第二世界魔核的存在並不重要。
烈核解放的強度與心境成正比，且發動時瞳孔會轉變為鮮紅色。
孤紅之恤
為黛拉可瑪莉的烈核解放，發動時會使頭髮呈白色，但每次可瑪莉發動過後會因為魔力透支而住院。發動時可瑪莉本人為失去意識的狀況，所以沒有意識到這種異常，但在吸血動亂之後，可瑪莉有意識到了這一點，但發動時的記憶仍然模糊不清。
在就任七紅天之前，可瑪莉曾發動此烈核解放3次，因為發動時的暴走與產生的損害太過危險，可瑪莉的父親阿爾曼為了避免可瑪莉再次暴走，因此深度催眠可瑪莉，令她討厭鮮血。
現任穆爾奈特帝國皇帝卡蕾稱其為「帝國千年歷史以來最至高無上的烈核解放」。
發動條件為攝取別人的血液，而種族之間發動此烈核解放的情況各有所不同。
潘朵拉之毒
為薇兒海絲的烈核解放。透過他人喝下自己的血液時發動，可以看到對方的未來，預測正確率為100%。在吸血動亂後，為了下定決心支援可瑪莉，此烈核解放又再次得到了提升，可以將目標物轉移到未來。

### 種族
吸血種／吸血鬼
依靠血液作為營養來源的種族。
發動烈核解放-孤紅之恤時，魔力為紅色，可以獲得爆發性的魔力提升與身體能力提升。
獸人種
具有動物特徵的種族，有些完全像動物，而有些則是長著動物耳朵和尾巴的人類。
發動烈核解放-孤紅之恤時，能消除瘴氣並可以壓倒性的使身體能力大幅提升。
蒼玉種
適應極寒地區並具有強健身體的種族。
發動烈核解放-孤紅之恤時，魔力為白色，可以獲得鋼鐵般堅固的身體以及強大的治療與冰凍魔法。因為女主角之一的佐久奈是混血兒，攝取她的血液發動孤紅之恤時可能會同時出現吸血種與蒼玉種的能力。
翦劉種
擅長自由操縱刀劍的戰鬥民族。據說他們的身體部分也是由金屬構成的。
發動烈核解放-孤紅之恤時，魔力為金色，可以獲得生成並操縱任何武器以及將物質變為黃金的能力。
和魂種
雖然沒有明顯的特徵，但擁有對時間敏感的感知能力的種族。
發動烈核解放-孤紅之恤時，魔力為綠色，可以獲得自由操控時間的能力。
神仙種
壽命長，能夠在與魔力和意志力無關的情況下自由漂浮的種族。
發動烈核解放-孤紅之恤時，魔力為彩色，應用了神仙種長壽的特質，可以在不幸的時候招來幸運，發動時可瑪莉的意識是清醒狀態，可以在她的身體覆蓋一層彩虹色的外衣，能與其他種族的烈核解放-孤紅之恤結合。
抱影種
擁有將自己的「影子」投射到異世界的能力的種族。
靈音種
死亡時能夠將音樂傳達給親人的種族。
砂朧種
能夠將自己身體的約9分之1暫時轉變成砂礫的種族。

## 登場人物

### 主要人物
黛拉可瑪莉·崗德森布萊德（聲：楠木燈）
本作主角，崗德森布萊德家的千金，長相甜美可愛，但卻是個不折不扣的宅女，喜歡的食物是蛋包飯。現任「七紅天」之首。曾受到以米莉桑德為首的校園欺凌而成為家裡蹲。被皇帝卡蕾親自任命為大將軍。
身為吸血鬼，卻非常討厭血的味道，除此之外她也不會魔法，而且是個運動白癡以及音癡，個頭也較其他吸血鬼為嬌小，與其他吸血鬼相比之下有相當明顯的劣勢。個性雖然膽小怕事，但心地善良，且正義感極強，當自己在乎的人遇到困難時會盡全力幫忙，同時也能不向比她強大的人屈服。
興趣是讀書，將來的夢想是成為一個小說家。
動畫第一話提及曾有一部自己創作的戀愛小說，但丟棄時被薇兒海絲撿到，薇兒海絲為了讓可瑪莉去工作，於是放話要公開內容並讓王城的各位知道作者是誰，而可瑪莉為了不讓事情曝光，轉而答應去工作並請求薇兒海絲不要說出去。
過去被米莉桑德欺凌時，意外喝到噴濺回來的血液，引發了烈核「孤紅之恤」失控暴走，把帝立學院的師生以及當時制止她的「七紅天」成員合共百人屠殺殆盡。
薇兒海絲（聲：鈴代紗弓）
黛拉可瑪莉的專屬女僕，階級是準三級特別中尉，平時表情不多接近無口屬性，但私下的真面目是個會對可瑪莉毛手毛腳聞身體味道的變態。愛稱是「薇兒（ヴィル）」。羞恥心較低，對於私下侍奉可瑪莉時裸露其身體都不會覺得羞恥，也常因為這點被可瑪莉吐槽。
時常違背可瑪莉的意願對可瑪莉做出性騷擾的行為，因此被可瑪莉私下稱為「變態女僕」。
嘴上自誇說自己是全宇宙最愛可瑪莉的人，實際上也真的非常喜歡可瑪莉，對她十分忠誠，並表示無論發生什麼事情都會保護她。同時為了保護她的安危，總會將她說出口的話誇張渲染放大，讓她手下的人認為她真的非常強大，好讓第七部隊的所有人都不敢有以下犯上的心態。
帝國的貧民區出身，小時候失去記憶，因而在雷雨交加的夜晚森林中徘徊遊蕩，所幸被當時的七紅天所救，因而保住了這條命。
過去在帝國學院就讀時，曾受到米莉桑德的欺凌而被逼退學，會被欺負的原因是米莉桑德希望看她的烈核解放能力，因為烈核解放能力說出口的話語惹米莉桑德不愉快，隨後開始欺負她，所幸被可瑪莉所救，後來換成可瑪莉被欺負，她相當懊悔當時沒有勇氣可以幫忙可瑪莉的自己。經過訓練後終於可以獨當一面，便毛遂自薦自己要當可瑪莉的貼身隨從，以此作為當初沒辦法幫忙可瑪莉脫離霸凌的贖罪，也因為當初可瑪莉的捨身救贖，這份感情已經昇華成絕對的忠誠，無論可瑪莉要做什麼，她都會陪在可瑪莉身邊，永遠不會離去。
佐久奈·梅墨瓦（聲：石見舞菜香）
本作的女主角之一。擁有銀色頭髮與白皙皮膚的少女，七紅天的一員，穆爾奈特帝國第六部隊的隊長。因外祖母血統的關係，有四分之一是蒼玉種。
在一次的魔法練習中，偶然將七紅天的其中一名成員爆殺，達成以下剋上的壯舉，因而被海德沃斯·赫本將軍強力推薦，成為七紅天的一員。
性格雖然膽怯但相當溫柔。
受到在神聖教擔任神父的父親影響，對於星相學十分了解，可以將一個人的心理結構以星座去表示。
其實相當仰慕可瑪莉，也跟她關係密切，但私下卻是個不折不扣的跟蹤狂，家中放有100件可瑪莉的周邊商品，其中包含了15件自製的可瑪莉等身大人偶。
真實身分是恐怖組織「逆月」的間諜之一。
納莉亞·克寧格姆（聲：菲魯茲·藍）
本作的女主角之一。擁有粉紅色雙馬尾的翦劉種少女。八英將的其中之一，蓋拉-阿爾卡共和國第一部隊隊長。
真實身分是阿爾卡共和國原國王的獨生女，也就是阿爾卡共和國的長公主。在六國大戰後，繼任為阿爾卡共和國的大統領。
別名為「月桃姬」，同時也是六戰姬的其中一人。
天津·迦流羅（聲：島袋美由利）
本作的女主角之一。天照樂土第五部隊的隊長，和魂種的少女。
艾絲蒂爾•克雷爾
本作的女主角之一。有著紅褐色馬尾的吸血種少女。吸血動亂後，穆爾奈特帝國第七部隊的新成員，同時也是第六班特殊班的班長。階級為少尉。認真嚴肅的優等生，在軍校受訓時的所有科目都以班級第一名的成績畢業。住家位於核領域中溫泉小鎮弗萊希爾的旅館紅雪庵（こうせつあん）中，六國大戰以來受到了可瑪莉的拯救，因此相當崇拜她。
愛蘭·翎子
本作的女主角之一。來自夭仙鄉的公主，同時也是三龍星之一的神仙種少女。六戰姬的其中一人。
絲畢卡·雷·傑米尼
本作的女主角之一。綁著金髮辮子身穿「逆月」傳統宗教服飾，混血的半吸血鬼少女。真實身分為恐怖組織「逆月」的首領。有「弒神的邪惡」之稱。
混血的原因是源自於吸血種的奴隸父親與神仙種的母親所生。

## 世界觀·各國勢力
除了下面列出的第一世界和第二世界之外，還有第三世界和第六世界，都是由各星際控制的。

### 第一世界/現世
由穆爾奈特帝國、拉佩里科王國、夭仙鄉、蓋拉-阿爾卡共和國（後改為阿爾卡共和國）、白極聯邦以及天照樂土以上六國構成。
現代六國目前仍互相進行著娛樂戰爭，在魔核的加持下各自擁有自己的威望。

### 穆爾奈特帝國
由吸血種主政的國家。最高領導的將軍稱為「七紅天（しちぐてん）」。

#### 七紅天大將軍
即領導穆爾奈特帝國的七位將軍，負責國家的軍事活動。「染紅天空的將軍」為名字由來。最低限度至少要在三個月內打贏其他國家的戰爭一次，不然就會因為違反契約而導致身體爆炸而死。另外，在功績優先的穆爾奈特帝國，對下屬是非常寬容的，如果被下屬謀反殺死，就會立刻被逐出七紅天。累積贏得100次以上的戰爭成果，就有機會與資格可以角逐下一任皇帝。
海德沃斯·赫本（聲：宇垣秀成）
芙萊特·瑪斯卡雷爾（聲：杉山里穗）
有著一頭褐髮的貴族女性，20歲，穆爾奈特帝國軍第三部隊隊長，被稱為「黑色閃光」，擅長暗黑魔法。
以自身稱為「英明的七紅天」為榮，因此不論對自己還是他人都相當嚴格。崇拜帝國的皇帝卡蕾，是她的粉絲之一。
德普涅（聲：藤原夏海）

#### 第七部隊
由七紅天之一的可瑪莉領軍的部隊，總數大約500人。第一班工程部由薇兒海絲帶領，第二班公關部由卡歐斯戴勒·康特帶領，第三班破壞部由貝里烏斯·以諾·凱爾貝洛帶領，第四班特攻部由約翰·海爾達帶領。第五班游擊部由梅拉康契帶領。
卡歐斯戴勒·康特（聲：花江夏樹）
像枯樹一樣又高又瘦的少年，第七部隊幹部之一，吸血鬼族，第二班公關部門的班長，階級是中尉。自稱為第七部隊的參謀。是個有戀童癖傾向的變態。因為過去曾涉嫌犯下誘拐女童罪而被降職。擅長使用空間魔法。
貝里烏斯·以諾·凱爾貝洛（聲：水中雅章）
有著巨大狗頭的獸人，第七部隊幹部之一，獸人族，第三班破壞部門的班長，階級是中尉。因為過去曾涉嫌犯下殺人罪而被降職。對自己的武力頗為自豪，但個性嚴肅，相對第七部隊中的其他幹部而言具備更多的常識。
梅拉康契（聲：畠中祐）
頭頂金髮帶著太陽眼睛RAP歌手型態的少年，第七部隊幹部之一，吸血鬼族，第五班游擊部門的班長，階級是大尉。因為過去曾涉嫌犯下引爆宮殿未遂罪而被降職。擅長使用爆破魔法。
約翰·海爾達（聲：小林裕介）
金髮碧眼的少年，第七部隊幹部之一，第四班特攻部門的班長，階級為中尉。擅長使用火屬性魔法，一開始對於可瑪莉是用走後門的方式成為七紅天這件事有所不滿，並對她的實力存有疑惑，但在米莉桑德事件後改變了想法。因為死亡次數在第七部隊中很多，被可瑪莉笑稱「被死神所眷顧的吸血鬼」。對普通的可瑪莉很弱這點知情，但不知道發動了烈核「孤紅之恤」的可瑪莉有多強。
動畫第一話初登場，在可瑪莉進入大廳前就想以出其不意的方式以下犯上突襲剛接任七紅天首領的可瑪莉並想直接殺了她，但意外被可瑪莉用厚重的大門縫夾斷脖子致死。隨後在魔核的影響下復活。
動畫第三話，為了向黛拉可瑪莉復仇，因此與逆月的米莉桑德合作當內奸，但因為看不慣米莉桑德使用神具殺人而想反悔時，被米莉桑德重創腹部並威脅不合作就會被殺。

#### 崗德森布萊德家
阿爾曼·崗德森布萊德（聲：福島潤）
黛拉可瑪莉父親，崗德森布萊德的現任當家。十分溺愛女兒，把欺凌黛拉可瑪莉的米莉桑德流放到國外並摧毀米莉桑德所屬的布魯奈特家族，同時也在沒有經過女兒黛拉可瑪莉的意願下強行推其為「七紅天」成員。

#### 其他穆爾奈特帝國的人物
卡蕾·艾威西爾斯（聲：日笠陽子）
現任穆爾奈特帝國皇帝。登基前曾經是「七紅天」的一員。是個實力至上主義者，同時也喜歡可愛的女孩子，前戀人是黛拉可瑪莉的母親。也是少數知道黛拉可瑪莉真實實力的人之一。
性格很像小孩子般調皮搗蛋，喜歡捉弄可瑪莉。

### 拉佩里科王國
由獸人種主政的國家。最高領導的將軍稱為「四聖獸（四聖獣（しせいじゅう））」。
理歐娜・弗拉德
拉佩里科王國四聖獸之一，同時也是六戰姬之一，長著貓耳朵跟貓尾巴的獸人種少女。

### 夭仙鄉
由神仙種主政的國家。最高領導的將軍稱為「三龍星（さんりゅうせい）」。

### 蓋拉-阿爾卡共和國→阿爾卡共和國
由翦劉種主政的國家。最高領導的將軍稱為「八英將（八英将（はちえいしょう））」。
凱特蘿（聲：日高里菜）

### 白極聯邦
由蒼玉種主政的國家。最高領導的將軍稱為「六凍梁（ろくとうりょう）」。
普羅赫莉亞·祖塔祖茨基
白極連邦六凍梁之一，同時也是六戰姬之一的蒼玉種少女。

### 天照樂土
由和魂種主政的國家。最高領導的將軍稱為「五劍帝（五剣帝（ごけんてい））」。
峰永小春（聲：木野日菜）

### 核領域
現世六國魔核效果範圍重疊的特殊區域，並利用該領域的效果對其他國家發動戰爭建立威信。
位於核領域的中心的溫泉小鎮弗萊希爾（フレジール），據說是距離第二世界最近的地方。

### 六國新聞
聲稱自己完全中立，卻不斷以捏造的新聞挑撥各國。可瑪莉身受其害，所以一點都不相信他們的報導。

### 六戰姬
活躍於六國中的黛拉可瑪莉、納莉亞·克寧格姆、天津·迦流羅、普羅赫莉亞·祖塔祖茨基、理歐娜・弗拉德以及愛蘭·翎子這幾位戰鬥力強大的少女的總稱。

### 逆月
主要目的為摧毀六國魔法核心而建立的恐怖組織。宣揚「真正的死亡才是人的本質」的思想。幹部皆稱為「朔月」。
天津·覺明（聲：中村悠一）
朔月之一，同時也是滿月的成員，天津·迦流羅的哥哥，原天照樂土的五劍帝之一，在大神的密令下潛入逆月。
知道目前天照樂土國度大神的處境，相當重視在妹妹迦流羅身邊的可瑪莉，希望妹妹跟在可瑪莉身邊有個平穩的未來。
為米莉桑德的父親聘請來教導米莉桑德戰鬥技術與如何烈核解放的老師，平時面無表情。
米莉桑德·布魯奈特（聲：雨宮天）
恐怖組織「逆月」的成員，吸血鬼，導致黛拉可瑪莉成為家裡蹲的元兇。曾與黛拉可瑪莉、薇兒海絲同為帝立學院的學生。在某次欺凌黛拉可瑪莉時，黛拉可瑪莉意外喝到噴濺回來的血液引發了烈核「孤紅之恤」失控暴走造成巨大的人命傷亡，事後被黛拉可瑪莉的父親阿爾曼報復，以大規模屠殺罪、叛國罪廢除貴族地位並流放到國外。
師承天照樂土國度來的天津·覺明，在高壓訓練過程中逐漸變得冷血殘忍，訓練後邀請她加入逆月組織。
由於吸血鬼是實力至上主義的種族，身為布魯奈特家家主，也就是米莉桑德的父親為了不輸給崗德森布萊德家族，因此嚴格訓練米莉桑德並希望她成為家族優秀的繼承者，但無奈米莉桑德本身沒有烈核解放的適性，逐漸被其父親視為廢物，甚至在米莉桑德面前對她說出「妳跟崗德森布萊德家族的女兒相比，根本是個失敗品！」這樣殘忍的話，對年幼的米莉桑德而言無疑是最大的打擊，從此之後她的性格便開始扭曲。
戰鬥實力強大，但性格殘忍狂傲且目中無人，對被流放到國外這件事耿耿於懷，此次回來是為了向可瑪莉以及其父親阿爾曼復仇，並且想殺了目前穆爾奈特帝國在位的皇帝卡蕾。
被可瑪莉再次擊敗後被關入大牢，在現任皇帝卡蕾的斡旋下被允許放出。為了振興布魯奈特家族，之後奉命在六國大戰中將功贖罪，也不負眾望取得不少功績。隨後成為穆爾奈特帝國軍第五軍團的七紅天。

### 其他現世的人物
梅露可·堤亞（聲：上田麗奈）
蒼玉種少女，六國新聞的記者。但通常報導內容與事實有所出入，較為誇大渲染。
蒂歐·費列特（聲：水野朔）
六國新聞的記者，有著貓耳和貓尾巴的獸人種少女。

## 出版書籍

### 輕小說
| 卷數 | SB創意         | SB創意                                                  | 尖端出版      | 尖端出版                        |
| 卷數 | 發售日期       | ISBN                                                    | 發售日期      | ISBN / EAN                      |
| ---- | -------------- | ------------------------------------------------------- | ------------- | ------------------------------- |
| 1    | 2020年1月11日  | ISBN 978-4-8156-0465-3                                  | 2022年2月11日 | ISBN 978-626-316-415-4          |
| 2    | 2020年5月14日  | ISBN 978-4-8156-0551-3                                  | 2022年4月20日 | ISBN 978-626-316-698-1          |
| 3    | 2020年9月11日  | ISBN 978-4-8156-0743-2                                  | 2022年8月2日  | ISBN 978-626-338-066-0          |
| 4    | 2021年1月14日  | ISBN 978-4-8156-0890-3                                  | 2023年2月1日  | ISBN 978-626-338-779-9          |
| 4    | 2021年1月14日  | ISBN 978-4-8156-0890-3                                  | 2023年2月7日  | EAN 4711228589142（會場特裝版） |
| 5    | 2021年5月13日  | ISBN 978-4-8156-0985-6                                  | 2023年6月9日  | ISBN 978-626-356-679-8          |
| 6    | 2021年9月14日  | ISBN 978-4-8156-1203-0                                  | 2023年8月4日  | ISBN 978-626-356-878-5          |
| 7    | 2022年1月14日  | ISBN 978-4-8156-1378-5                                  | 2023年9月26日 | ISBN 978-626-356-980-5          |
| 8    | 2022年5月13日  | ISBN 978-4-8156-1642-7                                  | 2023年11月3日 | ISBN 978-626-377-097-3          |
| 9    | 2022年10月14日 | ISBN 978-4-8156-1643-4                                  | 2024年2月1日  | ISBN 978-626-377-505-3          |
| 10   | 2023年1月14日  | ISBN 978-4-8156-1910-7                                  | 2024年5月7日  | ISBN 978-626-377-789-7          |
| 11   | 2023年5月15日  | ISBN 978-4-8156-2137-7                                  | 2024年7月26日 | ISBN 978-626-403-029-8          |
| 12   | 2023年10月14日 | ISBN 978-4-8156-2138-4                                  | 2025年1月7日  | ISBN 978-626-403-398-5          |
| 13   | 2024年3月31日  | ISBN 978-4-8156-2139-1 ISBN 978-4-8156-2223-7（特裝版） |               |                                 |

### 漫畫
| 卷數 | 史克威爾艾尼克斯 | 史克威爾艾尼克斯       | 東立出版社                    | 東立出版社                                                  |
| 卷數 | 發售日期         | ISBN                   | 發售日期                      | ISBN                                                        |
| ---- | ---------------- | ---------------------- | ----------------------------- | ----------------------------------------------------------- |
| 1    | 2022年6月23日    | ISBN 978-4-7575-7986-6 | 2023年6月12日                 | ISBN 978-626-360-544-2（首刷附錄版）                        |
| 2    | 2023年1月25日    | ISBN 978-4-7575-8363-4 | 2023年11月20日 2023年11月27日 | ISBN 978-626-372-932-2（首刷限定版） ISBN 978-626-360-523-7 |
| 3    | 2023年11月25日   | ISBN 978-4-7575-8919-3 | 2024年7月5日 2024年7月12日    | ISBN 978-626-02-1062-5（首刷限定版） ISBN 978-626-02-0752-6 |

## 電視動畫
2023年1月，宣佈將獲改編為電視動畫。動畫於同年10月首播。

### 製作人員
- 原作：小林湖底
- 導演：南川達馬
- 系列構成：大知慶一郎
- 人物設定：下谷智之
- 動畫製作：project No.9

### 主題曲
片頭曲「Red Liberation」
主唱：fripSide，作詞、作曲：八木沼悟志，編曲：八木沼悟志、齋藤真也
第1話用作片尾曲，第4話用作B Part片尾曲，第6話未使用
片尾曲
主唱：MIMiNARI、楠木燈，作詞、作曲：MIMiNARI
第1話未使用，AT-X版第2話未使用，第8話未使用

### 各話列表
| 話數 | 日文標題 | 中文標題                 | 劇本       | 分鏡     | 演出       | 作畫監督                                                                             | 總作畫監督                            | 首播日期       |
| ---- | -------- | ------------------------ | ---------- | -------- | ---------- | ------------------------------------------------------------------------------------ | ------------------------------------- | -------------- |
| #1   |          | 家裡蹲吸血鬼出門去       | 大知慶一郎 | 南川達馬 | 野上和男   | 高木步、高橋萬帆 松本惠子                                                            | 下谷智之                              | 2023年 10月7日 |
| #2   |          | 以下犯上 大爆發          | 大知慶一郎 | 高木啟明 | 竹澤清貴   | 石馬保吉、龍澤茉夕 正木優太、高橋萬帆 浜津武宏、馮永旭                               | 阿見圭之介                            | 10月14日       |
| #3   |          | 家裡蹲吸血鬼的黑暗面     | 大知慶一郎 | 南川達馬 | 霜島孝介   | 龍澤茉夕、高橋萬帆、馮永旭 慧敏、明光、龍光                                          | 下谷智之 森谷春樹 正木優太            | 10月21日       |
| #4   |          | 孤紅之恤                 | 大知慶一郎 | 高木啟明 | 田中健太郎 | 無錫極速蝸牛動畫 上海樊特姆動畫 Double Swords動畫 光之園動畫 STUDIO MASSKET          | 下谷智之 森谷春樹 正木優太            | 10月28日       |
| #5   |          | 佐久奈・梅墨瓦與七紅天們 | 杉澤悟     | 江副仁美 | 野上和男   | Double Swords動畫                                                                    | 山口葵央                              | 11月4日        |
| #6   |          | 怪人雲集的圓桌會議       | 大知慶一郎 | 高橋英俊 | 高木步     | 高橋萬帆、瀧澤茉夕 西田美彌子、上海樊特姆動畫 STUDIO MASSKET 24FPS、Studio Evergreen | 下谷智之 森谷春樹 正木優太            | 11月11日       |
| #7   |          | 猩紅色的舞台             | 杉澤悟     | 齋藤德明 | 田中健太郎 | 龍光、慧敏、鑫月 蘭彥軍、王振業 謝佳佳、王世林                                       | 正木優太 森谷春樹                     | 11月18日       |
| #8   |          | 星群之迴                 | 大知慶一郎 | 宫澤努   | 竹澤清貴   | 白井红羽、西田美彌子 高橋萬帆、姚遠、馮永旭 吳存、唐書強、劉文慧 無錫極速蝸牛動畫    | 下谷智之 森谷春樹 正木優太            | 11月25日       |
| #9   |          | 翦劉茶会                 | 大知慶一郎 | 齋藤德明 | 野上和男   | 鄭州指間動漫科技有限會社 無錫極速蝸牛動畫                                            | 下谷智之 森谷春樹 正木優太            | 12月9日        |
| #10  |          | 阿爾卡王國的公主         | 杉澤悟     | 齋藤德明 | 高木啟明   | 拉普拉斯動畫、光之園動畫                                                             | 正木優太 森谷春樹                     | 12月16日       |
| #11  |          | 夢碎的樂園               | 大知慶一郎 | 藍崎燈   | 藍崎燈     | 石馬保吉、西田美代子、白井紅羽 studio PAPER CRANES 無錫極速蝸牛動畫 光之園動畫       | 阿見圭之介                            | 12月23日       |
| #12  |          | 黃金世界                 | 大知慶一郎 | 南川達馬 | 田中健太郎 | 謝博傑、張鵬、fincrossed 無錫極速蝸牛動畫                                            | 下谷智之 森谷春樹 正木優太 阿見圭之介 | 12月30日       |

### 播映平台
| 播映地區                        | 播映平台                        | 播映日期                | 播映時間              | 備註            |
| ------------------------------- | ------------------------------- | ----------------------- | --------------------- | --------------- |
| 台灣                            | 巴哈姆特動畫瘋                  | 2023年10月7日－12月30日 | 星期六 22:00（UTC+8） | [ 12 ] [ 註 1 ] |
| 台灣                            | KKTV                            | 2023年10月7日－12月30日 | 星期六 22:00（UTC+8） |                 |
| 台灣                            | LINE TV                         | 2023年10月7日－12月30日 | 星期六 22:00（UTC+8） |                 |
| 台灣                            | LiTV 線上影視                   | 2023年10月7日－12月30日 | 星期六 22:00（UTC+8） |                 |
| 台灣                            | Ofiii 歐飛                      | 2023年10月7日－12月30日 | 星期六 22:00（UTC+8） |                 |
| 台灣                            | friDay影音                      | 2023年10月7日－12月30日 | 星期六 22:00（UTC+8） |                 |
| 台灣                            | MyVideo                         | 2023年10月7日－12月30日 | 星期六 22:00（UTC+8） |                 |
| 台灣                            | Hami Video                      | 2023年10月7日－12月30日 | 星期六 22:00（UTC+8） |                 |
| 台灣                            | 中華電信MOD                     | 2023年10月7日－12月30日 | 星期六 22:00（UTC+8） |                 |
| 愛奇藝國際版 服務地區           |                                 | 2023年10月7日－12月30日 | 星期六 22:00（UTC+8） |                 |
| 「It's Anime」 Youtube 服務地區 | 「It's Anime」 Youtube 服務地區 | 2023年10月7日－12月30日 | 星期六 22:00（UTC+8） | [ 13 ]          |

### BD
| 卷 | 發售日        | 收錄話        | 規格編號  |
| -- | ------------- | ------------- | --------- |
| 1  | 2024年1月31日 | 第1話－第4話  | DMPXA-344 |
| 2  | 2024年3月27日 | 第5話－第8話  | DMPXA-345 |
| 3  | 2024年4月24日 | 第9話－第12話 | DMPXA-346 |

## 註腳
註釋
1. ↑  12月2日因日方為特別節目暫停更新。

資料來源
1. ↑  . Natalie. 2021-12-25  [2022-01-28]. （原始内容存档于2022-06-01） （日语）.
2. 1 2 3 4 5 6 7 8 9 10 11 12 13 14 15 16 17  . 電視動畫《家裡蹲吸血姬的鬱悶》官方網站.   [2023-09-24]. （原始内容存档于2023-11-27） （日语）.
3. ↑  . Comic Natalie. 2023-11-04  [2023-12-31]. （原始内容存档于2023-11-07） （日语）.
4. ↑  . Comic Natalie. 2023-11-18  [2023-12-31]. （原始内容存档于2023-12-16） （日语）.
5. ↑  . 博客來.   [2022-04-08]. （原始内容存档于2022-05-23）.
6. ↑  . 史克威爾艾尼克斯.   [2023-10-08]. （原始内容存档于2022-11-18） （日语）.
7. ↑  . 東立出版社.   [2023-10-09]. （原始内容存档于2023-10-14） （中文（臺灣））.
8. ↑  . 史克威爾艾尼克斯.   [2023-10-08]. （原始内容存档于2023-01-17） （日语）.
9. ↑  . Natalie. 2023-01-05  [2023-01-05]. （原始内容存档于2023-01-13） （日语）.
10. ↑  . Natalie. 2023-03-17  [2023-03-17]. （原始内容存档于2023-03-17） （日语）.
11. 1 2  . Natalie. 2023-07-06  [2023-07-06]. （原始内容存档于2023-12-16） （日语）.
12. ↑  . 巴哈姆特動畫瘋. 2023-10-07  [2023-12-10]. （原始内容存档于2023-12-29）.
13. ↑  .   [2023-11-07]. （原始内容存档于2023-11-07）.
14. ↑  . 電視動畫「家裡蹲吸血姬的鬱悶」官方網站.   [2024-08-12]. （原始内容存档于2023-12-16） （日语）.

## 外部連結
- GA文庫特設網站（日語）
- 漫畫官方網站（日語）
- 電視動畫官方網站（日語）
- 家裡蹲吸血姬的鬱悶的X（前Twitter）（日語）